# Sardarpur
Sardarpur (o Sirdarpore) è una suddivisione dell'India, classificata come nagar panchayat, di 6.120 abitanti, situata nel distretto di Dhar, nello stato federato del Madhya Pradesh. In base al numero di abitanti la città rientra nella classe V (da 5.000 a 9.999 persone).

## Geografia fisica
La città è situata a 22° 40' 0 N e 74° 58' 60 E e ha un'altitudine di 484 m s.l.m..

## Società

### Evoluzione demografica
Al censimento del 2001 la popolazione di Sardarpur assommava a 6.120 persone, delle quali 3.204 maschi e 2.916 femmine. I bambini di età inferiore o uguale ai sei anni assommavano a 895, dei quali 468 maschi e 427 femmine. Infine, coloro che erano in grado di saper almeno leggere e scrivere erano 4.298, dei quali 2.536 maschi e 1.762 femmine.